# Atalante (Comic)
Atalante ist eine bislang dreizehnteilige Comic-Reihe des belgischen Autors und Comiczeichners Crisse und handelt von den Abenteuern der Amazone Atalante der griechischen Mythologie. Crisse hält sich dabei nicht streng an die Überlieferungen.

## Handlung
Im ersten Teil, Der Pakt, wird Atalante nach ihrer Geburt von ihrem Vater, König Iasos, wegen ihres Geschlechts verbannt und in einem Tal ausgesetzt. Die Göttinnen Hekate, Aphrodite und Artemis retten das Kind und versehen es mit nützlichen Gaben wie Schönheit (von Aphrodite), einem abschreckenden Charakter, der Gabe einer schnellen Läuferin (Hekate) und einer unvergleichliche Robustheit (Artemis). Aus Eifersucht versieht Hera Atalante mit einem Fluch: Sobald sie mit einem Freier das Lager teilt, soll beide der Zorn der Götter ereilen. Danach wird Atalante dem Fluss überantwortet und von den friedlichen Waldwesen aufgenommen und aufgezogen.
Viele Jahre ziehen ins Land, bis Atalante im Mädchenalter von menschlichen Jägern entführt wird – fortan erlernt sie die Kunst des Jagens und die Gesellschaft der Menschen. Ihr größter Wunsch ist es, eine Amazone zu werden. Zu diesem Zweck heuert sie auf dem Schiff des Jason und seinen Argonauten an, wird aber aufgrund ihres Geschlechts abgewiesen. Durch eine Heldentat in ihrem Heimatwald (sie schlichtet zwischen den Waldbewohnern und einem Stamm von marodierenden Kentauren) wird sie jedoch von den Männern aufgenommen und kann an der Fahrt teilnehmen.

## Atalante-Bände
- Band 1: Der Pakt. Verlag: Carlsen (2001) ISBN 978-3551748263
- Band 2: Nautiliaa. Verlag: Carlsen (2002) ISBN 978-3551748270
- Band 3: Die Wunder von Samothraki. Verlag: Carlsen (2004) ISBN 978-3551748287
- Band 4: Die Flügel der Boreaden. Verlag: Splitter (2013) ISBN 978-3868695373
- Band 5: Kalais und Zetes. Verlag: Splitter (2013) ISBN 978-3868695380
- Band 6: Hades Labyrinth. Verlag: Splitter (2014) ISBN 978-3868695397
- Band 7: Der letzte der großen Alten. Verlag: Splitter (2015) ISBN 978-3-95839-158-1
- Band 8: Die Stiere von Kolchis. Verlag: Splitter (2017) ISBN 978-3-95839-159-8
- Band 9: Herakles' Geheimnis. Verlag: Splitter (2018) ISBN 978-3-95839-160-4
- Band 10: Die Horden des Sargon. Verlag: Splitter (2019) ISBN 978-3-95839-161-1
- Band 11: Zurück zum Ursprung. Verlag: Splitter (2020) ISBN 978-3-95839-170-3
- Band 12: Der kalydonische Eber. Verlag: Splitter (2024) ISBN 978-3987213410
- Band 13: Das letzte Rennen. Verlag: Splitter (2025) ISBN 978-3987213427